# Internationales Werner-Seelenbinder-Gedenkturnier 1987
Das Internationale Werner-Seelenbinder-Gedenkturnier 1987 fand vom 18. bis zum 20. September 1987 in Greifswald statt. Es war die 15. Auflage dieser internationalen Meisterschaften der DDR im Badminton.

## Medaillengewinner
| Disziplin    | Gold                                                                          | Silber                                     | Bronze                                                        |
| ------------ | ----------------------------------------------------------------------------- | ------------------------------------------ | ------------------------------------------------------------- |
| Herreneinzel | Thomas Mundt (Einheit Greifswald)                                             | Oleg Okunev (UdSSR)                        | György Vörös (Ungarn)                                         |
| Herreneinzel | Thomas Mundt (Einheit Greifswald)                                             | Oleg Okunev (UdSSR)                        | Jevgeniy Aparin (UdSSR)                                       |
| Dameneinzel  | Elena Rybkina (UdSSR)                                                         | Monika Cassens (HSG Lok HfV Dresden)       | Natalia Chursina (UdSSR)                                      |
| Dameneinzel  | Elena Rybkina (UdSSR)                                                         | Monika Cassens (HSG Lok HfV Dresden)       | Petra Michalowsky (Einheit Greifswald)                        |
| Herrendoppel | Thomas Mundt / Kai Abraham (Einheit Greifswald / EBT Berlin)                  | Jacek Hankiewicz / Marek Bujak (Polen)     | Holger Wippich / Dirk Hickl (HSG DHfK Leipzig / EBT Berlin)   |
| Herrendoppel | Thomas Mundt / Kai Abraham (Einheit Greifswald / EBT Berlin)                  | Jacek Hankiewicz / Marek Bujak (Polen)     | György Vörös / Csaba Kiss (Ungarn)                            |
| Damendoppel  | Monika Cassens / Petra Michalowsky (HSG Lok HfV Dresden / Einheit Greifswald) | Elena Rybkina / Natalia Chursina (UdSSR)   | Birgit Kämmer / Angela Michalowski (Einheit Greifswald)       |
| Damendoppel  | Monika Cassens / Petra Michalowsky (HSG Lok HfV Dresden / Einheit Greifswald) | Elena Rybkina / Natalia Chursina (UdSSR)   | Diana Koleva / Gergana Georgieva (Bulgarien)                  |
| Mixed        | Thomas Mundt / Monika Cassens (Einheit Greifswald / HSG Lok HfV Dresden)      | Jacek Hankiewicz / Zofia Żółtańska (Polen) | Erfried Michalowsky / Angela Michalowski (Einheit Greifswald) |
| Mixed        | Thomas Mundt / Monika Cassens (Einheit Greifswald / HSG Lok HfV Dresden)      | Jacek Hankiewicz / Zofia Żółtańska (Polen) | Oleg Okunev / Natalia Chursina (UdSSR)                        |